# خوسيه فيرير
خوسيه فيرير (بالإنجليزية: José Ferrer)‏ (و. 1912 – 1992 م) هو ممثل من الولايات المتحدة الأمريكية . ولد في سان خوان، بورتوريكو .
توفي في كورال غيبلز، فلوريدا، عن عمر يناهز 80 عاماً. بسبب سرطان القولون والمستقيم .

## التعليم
تعلم في جامعة برنستون

## جوائز وترشيحات
حصل على جوائز منها:
- جائزة توني لأفضل ممثل ومخرج عن مسرحية الدقنوش 1952.
- Tony Award for Best Director [الإنجليزية]‏ (1952)
- جائزة توني لأفضل ممثل في مسرحية  [لغات أخرى]‏ (1947)
- جائزة الأوسكار لأفضل ممثل، عن عمل:سيرانو دي برجراك
- الميدالية الوطنية للفنون.

ترشح لـ:
- جائزة الأوسكار لأفضل ممثل مساعد، عن عمل:جان دارك (1948)
- جائزة الأوسكار لأفضل ممثل، عن عمل:سيرانو دي برجراك
- جائزة الأوسكار لأفضل ممثل، عن عمل:مولان روج.

## روابط خارجية
- خوسيه فيرير على موقع IMDb (الإنجليزية)
- خوسيه فيرير على موقع الموسوعة البريطانية (الإنجليزية)
- خوسيه فيرير على موقع مونزينجر (الألمانية)
- خوسيه فيرير على موقع ألو سيني (الفرنسية)
- خوسيه فيرير على موقع ميوزك برينز (الإنجليزية)
- خوسيه فيرير على موقع تيرنر كلاسيك موفيز (الإنجليزية)
- خوسيه فيرير على موقع أول موفي (الإنجليزية)
- خوسيه فيرير على موقع قاعدة بيانات برودواي على الإنترنت (الإنجليزية)
- خوسيه فيرير على موقع قاعدة بيانات الأفلام السويدية (السويدية)
- خوسيه فيرير على موقع إن إن دي بي (الإنجليزية)